# Ло (департамент)
Ло (фр. Lot, произносится «лот»; окс. Òlt, Òut) — департамент на юго-западе Франции, один из департаментов региона Окситания. Порядковый номер — 46. Административный центр — Каор.

## География
Площадь территории — 5217 км². Через департамент протекают реки Ло и Селе. Регион славится винодельческими традициями (название вина кагор происходит от устаревшего произношения названия города Каор — Cahors).
Департамент включает 3 округа, 31 кантон и 340 коммун.

## История
Ло — один из первых 83 департаментов, образованных во время Великой французской революции в марте 1790 года. Возник на территории бывшей провинции Гиень. Название происходит от реки Ло. В 1808 году часть территории Ло была передана соседнему департаменту Тарн и Гаронна.